# Seznam medailistů na mistrovství Evropy v biatlonu – vytrvalostní závod mužů
Seznam medailistů na Mistrovství Evropy v biatlonu z vytrvalostního závodu mužů představuje chronologický přehled stupňů vítězů ve vytrvalostních závodech mužů na 20 km na Mistrovství Evropy konaného pravidelně od roku 1994.
Vytrvalostní závod mužů byl na evropský šampionát zařazen poprvé v roce 1994 a s výjimkou let 2016 a 2020 v něm závodníci soutěží každý rok.

## Seznam vítězů
| Rok  | Místo                | Zlato                 | Stříbro              | Bronz                |
| ---- | -------------------- | --------------------- | -------------------- | -------------------- |
| 1994 | Kontiolahti          | Tor Espen Kristiansen | Bertrand Muffat-Joly | Ville Räikkönen      |
| 1995 | Annecy               | Igor Gozhriakov       | Aleksander Popow     | Holger Schonthier    |
| 1996 | Ridnaun              | Siergiej Tarasow      | Siergiej Rożkow      | Aleksander Popow     |
| 1997 | Windischgarsten      | Siergiej Rożkow       | Tomasz Sikora        | Marco Morgenstern    |
| 1998 | Minsk                | Siergiej Rożkow       | Stefan Hodde         | Ilmārs Bricis        |
| 1999 | Iževsk               | Siergiej Konowałow    | Ulf Karkoschka       | Terje Aune           |
| 2000 | Zakopané             | Zdeněk Vítek          | Ulf Karkoschka       | Ilmārs Bricis        |
| 2001 | Haute Maurienne      | Günther Beck          | Andreas Stitzl       | Gael Poirée          |
| 2002 | Kontiolahti          | Andrij Deryzemlja     | Tomasz Sikora        | Wojciech Kozub       |
| 2003 | Forni Avoltri        | Ołeksandr Biłanenko   | Alaksiej Ajdarau     | Marco Morgenstern    |
| 2004 | Minsk                | Tomasz Sikora         | Dmitrij Jaroszenko   | Aleksiej Czurin      |
| 2005 | Novosibirsk          | Carsten Pump          | Pavol Hurajt         | Pawieł Rostowcew     |
| 2006 | Langdorf-Arberse     | Alexander Os          | Lois Habert          | Władimir Draczew     |
| 2007 | Bansko               | Egil Gjelland         | Hans Martin Gjedrem  | Ołeksij Korabejnikow |
| 2008 | Nové Město na Moravě | Tomasz Sikora         | Michal Šlesingr      | Sergej Balandin      |
| 2009 | Ufa                  | Viktor Vasiljeb       | Dag Erik Kokkin      | Serhij Sedniev       |
| 2010 | Otepää               | Christoph Knie        | Oleh Berežnyj        | Alexej Volkov        |
| 2011 | Ridnaun              | Artem Pryma           | Jevgenij Usťugov     | Krasimir Anev        |
| 2012 | Osrblie              | Daniel Böhm           | Artem Pryma          | Erik Lesser          |
| 2013 | Bansko               | Serhij Semenov        | Tobias Arwidson      | Krasimir Anev        |
| 2014 | Nové Město na Moravě | Andrejs Rastorgujevs  | Benedikt Doll        | Maxim Cvetkov        |
| 2015 | Otepää               | Alexej Volkov         | Serhij Semenov       | Vladimir Iliev       |
| 2016 | Ťumeň                | nebyl na programu     | nebyl na programu    | nebyl na programu    |
| 2017 | Dušníky              | Alexandr Loginov      | Krasimir Anev        | Alexej Slepov        |
| 2018 | Ridnaun              | Felix Leitner         | Tomáš Krupčík        | Philipp Horn         |
| 2019 | Raubiči              | Krasimir Anev         | Tarjei Bø            | Endre Strømsheim     |
| 2020 | Raubiči              | nebyl na programu     | nebyl na programu    | nebyl na programu    |
| 2021 | Dušníky              | Andrejs Rastorgujevs  | Erlend Bjøntegaard   | Endre Strømsheim     |
| 2022 | Velký Javor          | Sverre Dahlen Aspenes | Anton Babikov        | Matthias Dorfer      |
| 2023 | Lenzerheide          | Endre Strømsheim      | Anton Dudčenko       | Lovro Planko         |
| 2024 | Brezno-Osrblie       | Vebjørn Sørum         | Johan-Olav Botn      | Martin Uldal         |
| 2025 | Martell              | Isak Frey             | Fredrik Mühlbacher   | Emil Nykvist         |